# Cucujomyces diplocoeli
Cucujomyces diplocoeli är en svampart som beskrevs av Thaxt. 1917. Cucujomyces diplocoeli ingår i släktet Cucujomyces och familjen Laboulbeniaceae.   Inga underarter finns listade i Catalogue of Life.